# Coloni FC188
A Coloni FC188 egy Formula–1-es versenyautó, amit a Coloni csapat tervezett és versenyeztetett az 1988-as Formula–1 világbajnokság során, valamint FC188B néven 1989-ben. Az autót 1988-ban Gabriele Tarquini vezette, 1989-ben pedig Roberto Moreno és Pierre-Henri Raphanel. Ez volt a csapat történetének egyetlen olyan konstrukciója, amellyel sikeresen célba tudtak érni versenyeken.

## Áttekintés
Az autó az elődmodell FC187 kissé áttervezett változata volt. Kicsivel nagyobb  lett a tengelytávja, átdolgozták a felfüggesztést, és átalakításra került a hűtési rendszer is. A kasztnin egyedül a motorborítás kialakítása változott meg, továbbra sem alkalmaztak azonban légbeömlőt. A motorok maradtak a Ford-Cosworth DFZ típusú egységek, amelyek az akkor még használatban lévő turbómotorokkal nem vehették fel a versenyt. Nagyobb baj volt a túlsúlyos kasztni, ami közel 70 kg-mal nyomott többet, mint a többi csapaté. Ezen az idény közben igyekeztek valamicskét faragni.
1988-ban mindössze Tarquinivel neveztek be, összesen pedig három különböző kasztni készült. A tizenhat futamból hétre nem sikerült kvalifikálna, viszont a versenyeken már végre ott volt a csapat, és Kanadában még egy nyolcadik helyet is sikerült elérnie. Ugyan ez pontszerzéssel nem járt együtt, de a legjobb eredményük volt, amit valaha elértek. Az olasz nagydíjtól kezdve használták az FC188B altípust, amellyel Portugáliában még célba tudott érni a csapat – utoljára, története során.
1989-ben is bevetették az autót hat futamon, miután az új fejlesztésű C3-as autó késlekedett. Ekkor már a Moreno-Raphanel párossal neveztek, de a Coloni autói a leggyengébbek közt voltak. Raphanel prekvalifikációra kényszerült, amit ezzel az autóval csak egyszer tudott abszolválni, de Moreno sem teljesített jobban, aki az időmérőkön nem ért el a versenyen induláshoz szükséges időt vele, csak egyszer. Egyedül a monacói nagydíjon vettek részt, de hamar kiestek. Az amerikai nagydíj után nyugdíjazták az autót, de Raphanel még a magyar nagydíjon is vezette, ugyanis két héttel korábban összetörte a C3-asát, és csak ez volt tartalékban, 

## Eredmények
| Év   | Motor             | Gumik | Pilóták               | 1   | 2   | 3   | 4   | 5   | 6   | 7   | 8   | 9   | 10  | 11  | 12  | 13  | 14  | 15  | 16  | Pontok | Helyezés |
| ---- | ----------------- | ----- | --------------------- | --- | --- | --- | --- | --- | --- | --- | --- | --- | --- | --- | --- | --- | --- | --- | --- | ------ | -------- |
| 1988 | Ford-Cosworth DFZ | G     |                       | BRA | SMR | MON | MEX | CAN | DET | FRA | GBR | GER | HUN | BEL | ITA | POR | ESP | JPN | AUS | 0      | -        |
| 1988 | Ford-Cosworth DFZ | G     | Gabriele Tarquini     | KI  | KI  | KI  | 14  | 8   | NPK | NPK | NPK | NPK | 13  | KI  | NK  | 11  | NPK | NPK | NK  | 0      | -        |
| 1989 | Ford-Cosworth DFR | P     |                       | BRA | SMR | MON | MEX | USA | CAN | FRA | GBR | GER | HUN | BEL | ITA | POR | ESP | JPN | AUS | 0      | -        |
| 1989 | Ford-Cosworth DFR | P     | Roberto Moreno        | NK  | NK  | KI  | NK  | NK  |     |     |     |     |     |     |     |     |     |     |     | 0      | -        |
| 1989 | Ford-Cosworth DFR | P     | Pierre-Henri Raphanel | NPK | NPK | KI  | NPK | NPK |     |     |     |     | NPK |     |     |     |     |     |     | 0      | -        |